# 다카스기 료타
다카스기 료타(일본어: 髙杉 亮太, 1984년 1월 10일 ~ )는 일본의 전 축구 선수이다.

## 구단 경력
그는 2007년부터 2021년까지 J리그의 에히메 FC, V-파렌 나가사키, 도치기 SC에서 활동하였다.